# Miguel Critóbulo
Miguel Critóbulo, a veces también llamado Critóbulo de Imbros, (en griego: Μιχαήλ Κριτόβουλος, c. 1410 – c. 1470) fue un político, académico e historiador griego. Es conocido como el autor de una historia acerca de la conquista otomana del Imperio Romano de Oriente bajo el mandato del sultán Mehmet II. Su obra es una de las principales fuentes griegas para todo lo relacionado con la caída de Constantinopla en 1453, además de las obras de los historiadores Miguel Ducas, Laónico Calcocondilas y Jorge Frantzes. Su apellido de nacimiento fue Critopoulos, pero él cambió este nombre en griego moderno por la forma más clásica «Kritoboulos», en referencia a una figura de ese nombre en los diálogos de Platón. 
Pertenecía a una familia de terratenientes en la isla de Imbros. En la década de 1450 era un líder político en la isla y desempeñó un papel activo en la entrega pacífica a los otomanos de Imbros, Lemnos y Tasos, tras la ruptura definitiva del Imperio. 
Fue gobernador de Imbros hasta 1466. 
Más tarde escribió un relato histórico de auge de los otomanos y la conquista final del resto del Imperio Romano de Oriente (Historia del sultán Mahomed II). Su parte principal es una biografía del sultán otomano Mehmet II, el conquistador, a quien también fue dedicado el trabajo. Al escribir bajo dominio otomano, Critóbulo expresó en su trabajo admiración por Mehmet II, combinada con el duelo por la pérdida para los griegos y la aceptación de la transferencia de poder a los turcos otomanos, que interpretó como un acontecimiento histórico mundial ordenado por la divinidad. Al hacerlo, tomó como modelo literario las obras de Flavio Josefo, el historiador judío romano que escribió sobre la destrucción romana de Jerusalén. Su texto es el más detallado relato histórico de la primera década del dominio turco en Constantinopla, incluyendo los esfuerzos de los otomanos por reconstruir y repoblar la ciudad. El autógrafo de su texto se ha conservado en la biblioteca de la Serail en Estambul. Critóbulo es una romanización del nombre, que alternativamente es transliterado como Kritoboulos, Kritovoulos, Critoboulos; a veces con procedencia de Critóbulo (por ejemplo, Critóbulo de Imbros).